# اوریس اس. فری
اوریس اس. فری (به انگلیسی: Orris Sanford Ferry؛ ۱۵ اوت ۱۸۲۳ – ۲۱ نوامبر ۱۸۷۵) سیاستمدار، وکیل و سناتور سابق عضو حزب جمهوری‌خواه ایالات متحده آمریکا بود. وی در سال ۱۸۶۷ تا ۱۸۷۲، و ۱۸۷۲ تا ۱۸۷۵ و ۱۸۷۵ میلادی، سناتور ایالت کنتیکت در سنای ایالات متحده آمریکا بود.